# Cappella Baroncelli

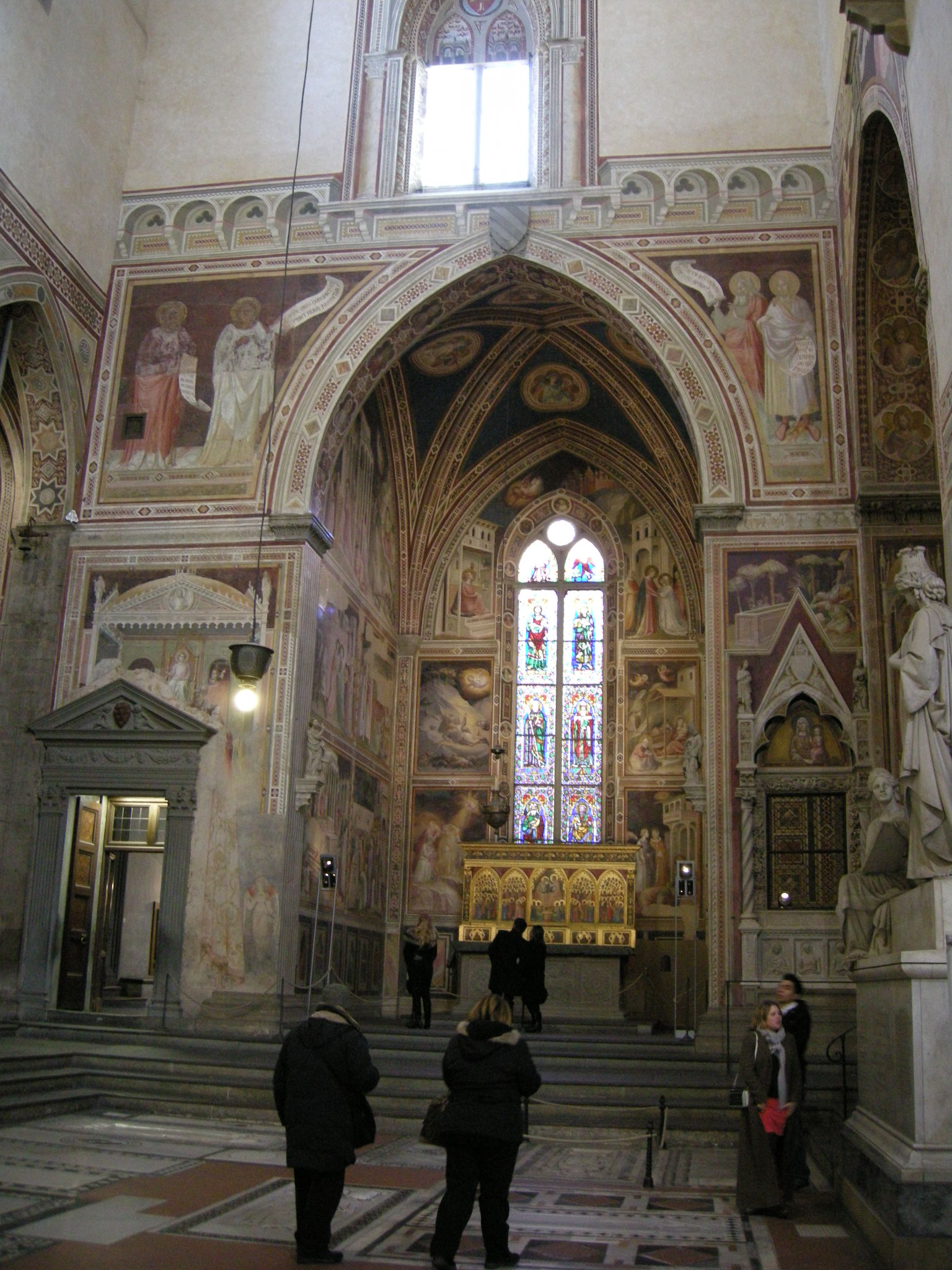
Cappella Baroncelli

La cappella Baroncelli si trova alla testata del transetto destro della basilica di Santa Croce a Firenze. Fu affrescata tra il 1328 e il 1338 da Taddeo Gaddi.

## Descrizione e stile degli affreschi
Il ciclo degli affreschi rappresenta le Storie della Vergine. In questa commissione prestigiosa Taddeo Gaddi dimostrò di aver messo a frutto gli insegnamenti di Giotto, disponendo con una notevole libertà narrativa le figure nelle scene, che risultano più affollate di quelle del suo maestro. Riprende inoltre la sperimentazione della prospettiva negli sfondi architettonici e giunge a risultati di ardito illusionismo, come nella scalinata obliqua e spezzata nella Presentazione della Vergine al tempio. Le due nicchie dipinte con nature morte sullo zoccolo si ispirano ai coretti di Giotto nella Cappella degli Scrovegni.
I lineamenti dei volti delicati e morbidi sono indicativi dello sviluppo tardo dell'arte di Taddeo.
Notevole è l'effetto ricercato di luce notturna, quasi un unicum nella pittura trecentesca dell'Italia centrale, nella scena dell'Annuncio ai pastori. Taddeo fu anche autore dei disegni per la vetrata, dei quattro profeti all'esterno e forse anche della pala d'altare, il Polittico Baroncelli, da alcuni attribuita anche a Giotto, anche per la firma Opus Magistri Jocti.

## Altre opere
Sulla parete destra si trova una Madonna della cintola, affrescata da Sebastiano Mainardi.
Alla famiglia Baroncelli apparteneva la tomba gotica posta sulla parete esterna, opera di Giovanni di Balduccio del 1327, lo stesso autore delle statuette dell'Arcangelo Gabriele e dell'Annunziata poste sui pilastri dell'arcata. La scultura della Madonna col Bambino dentro la cappella è di Vincenzo Danti (1568).

## Altre immagini

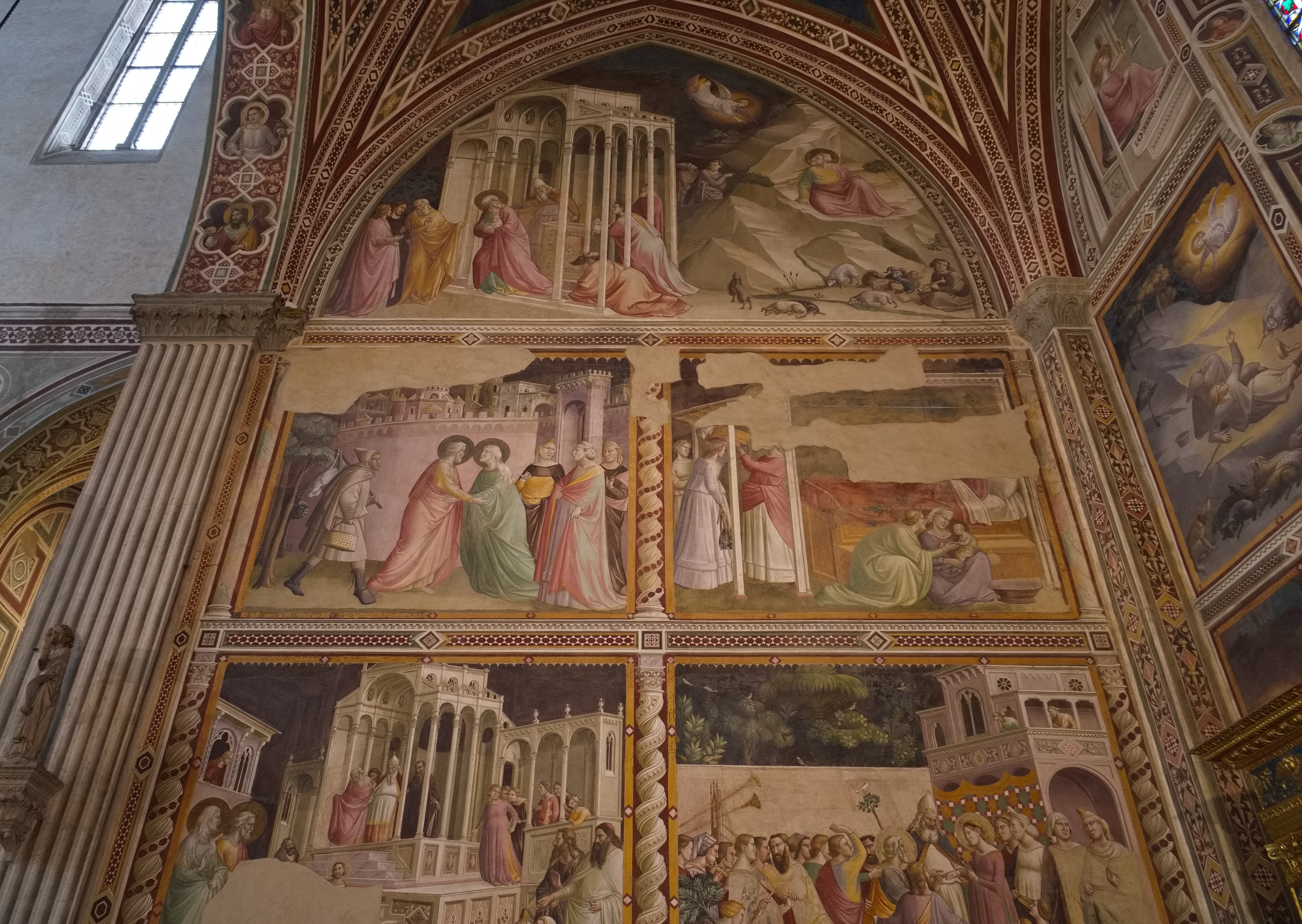
Storie di Maria
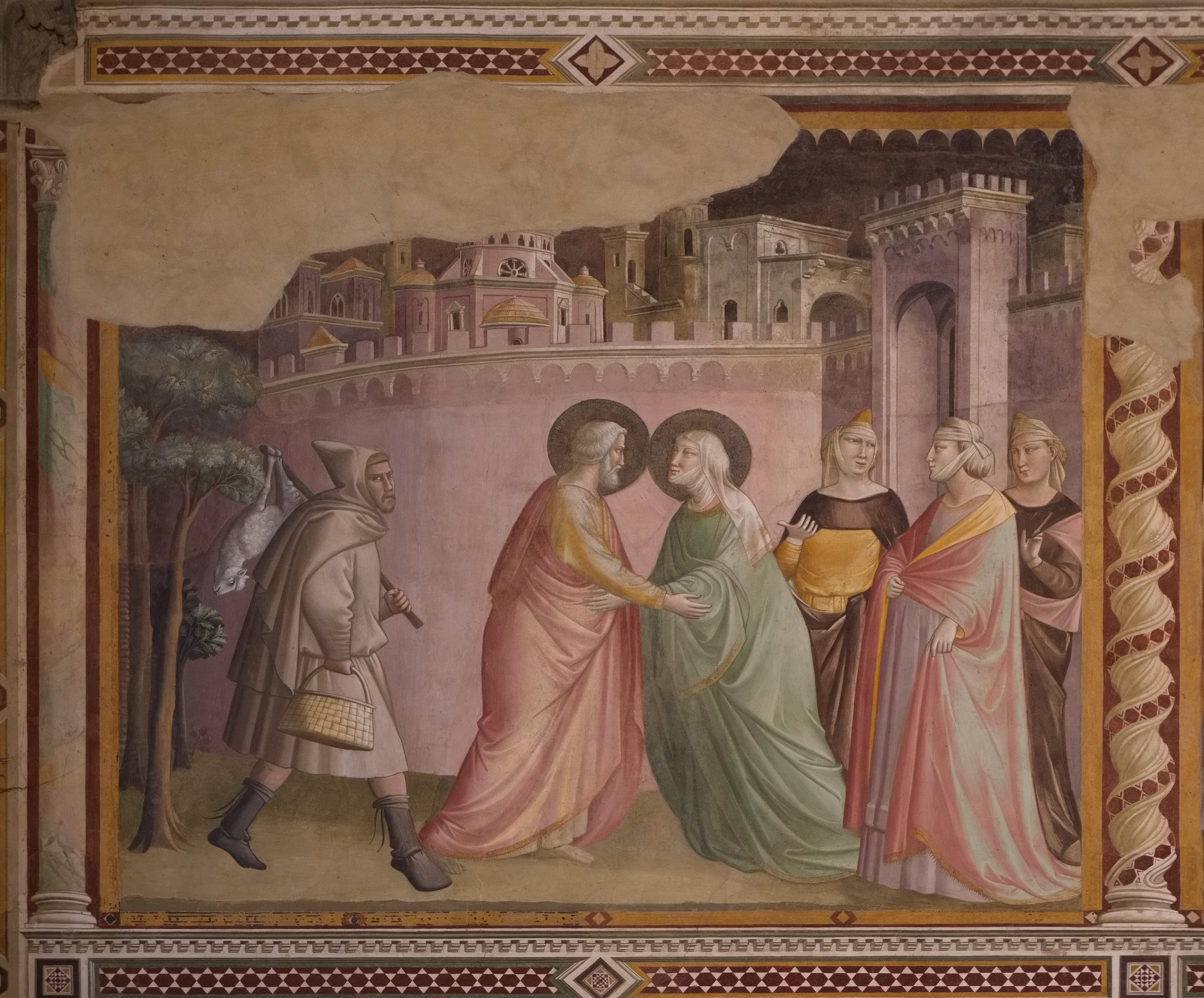
Incontro presso la Porta Aurea e
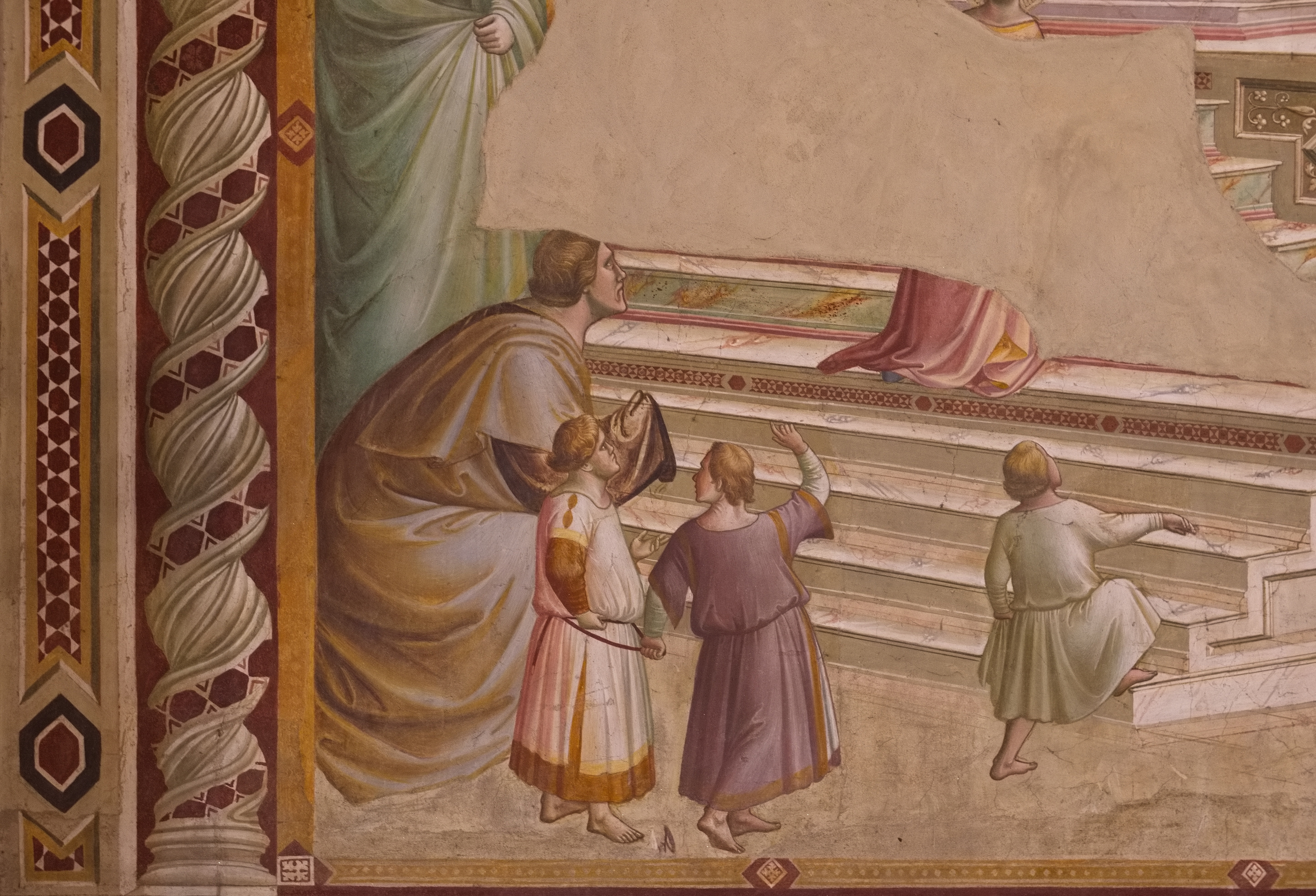
Presentazione della Vergine al tempio
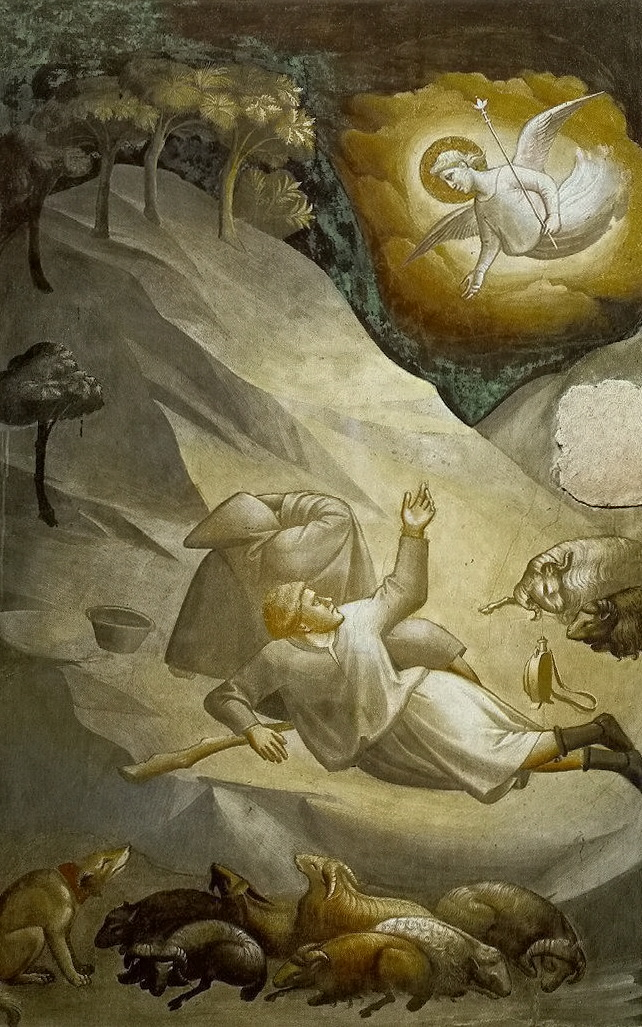
Annuncio ai pastori
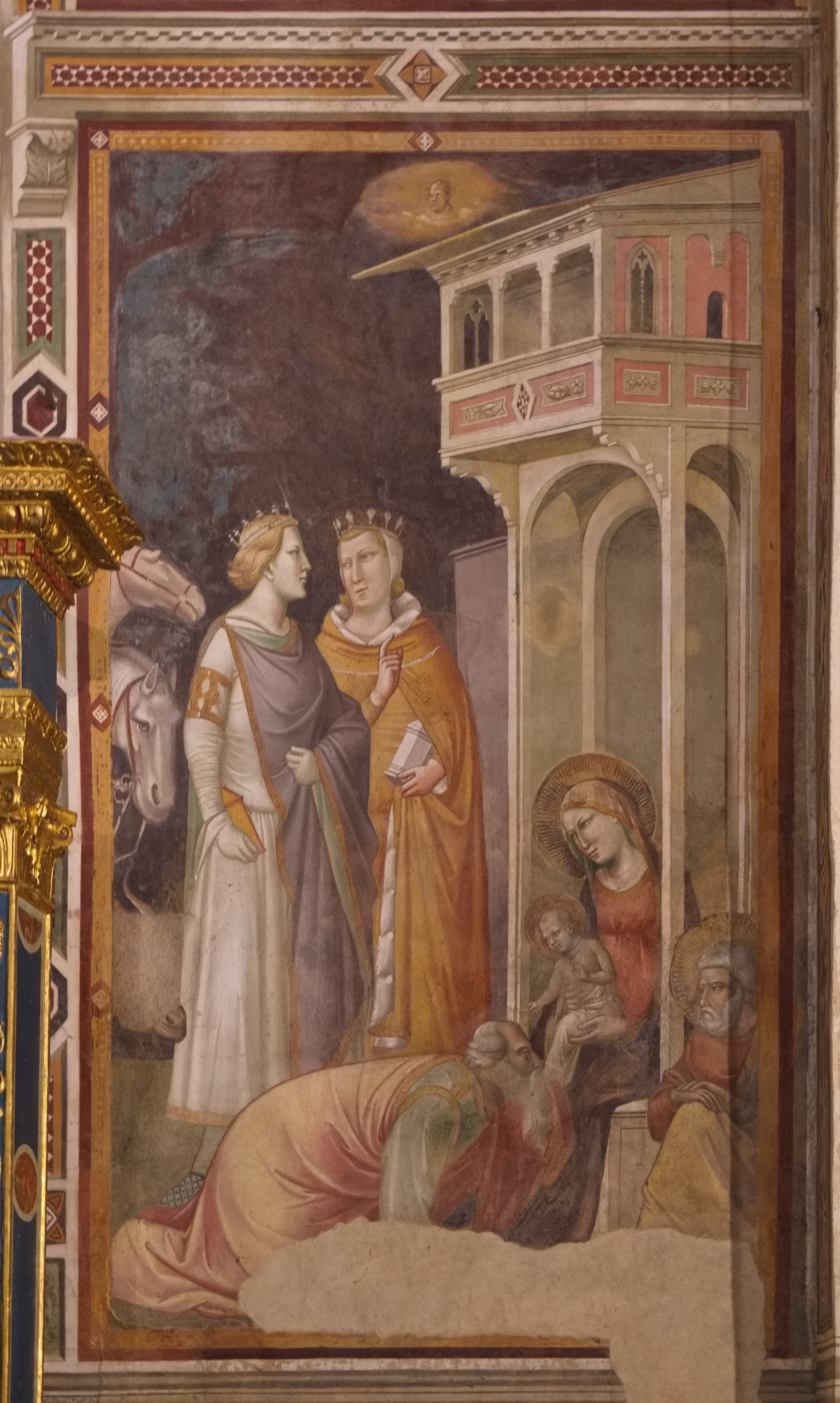
Adorazione
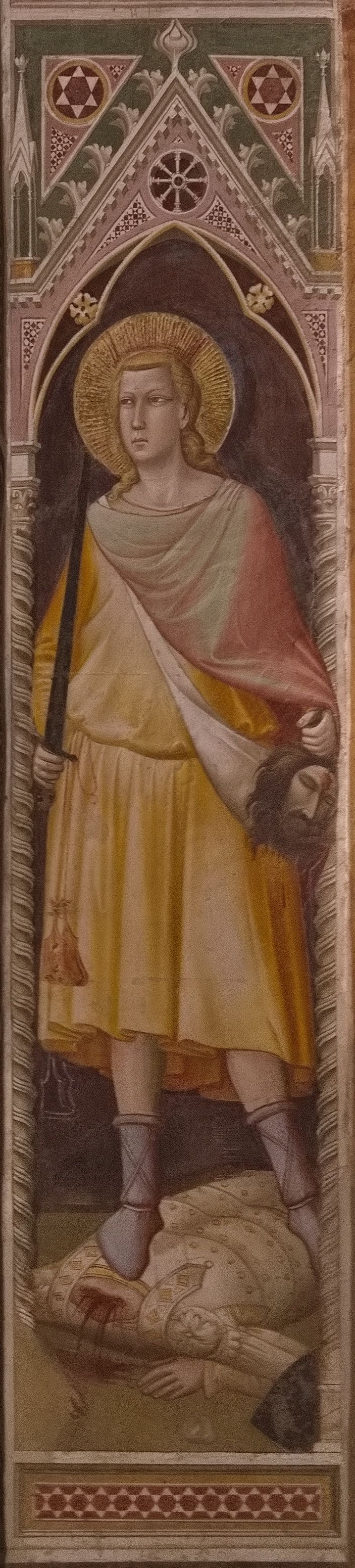
Davide
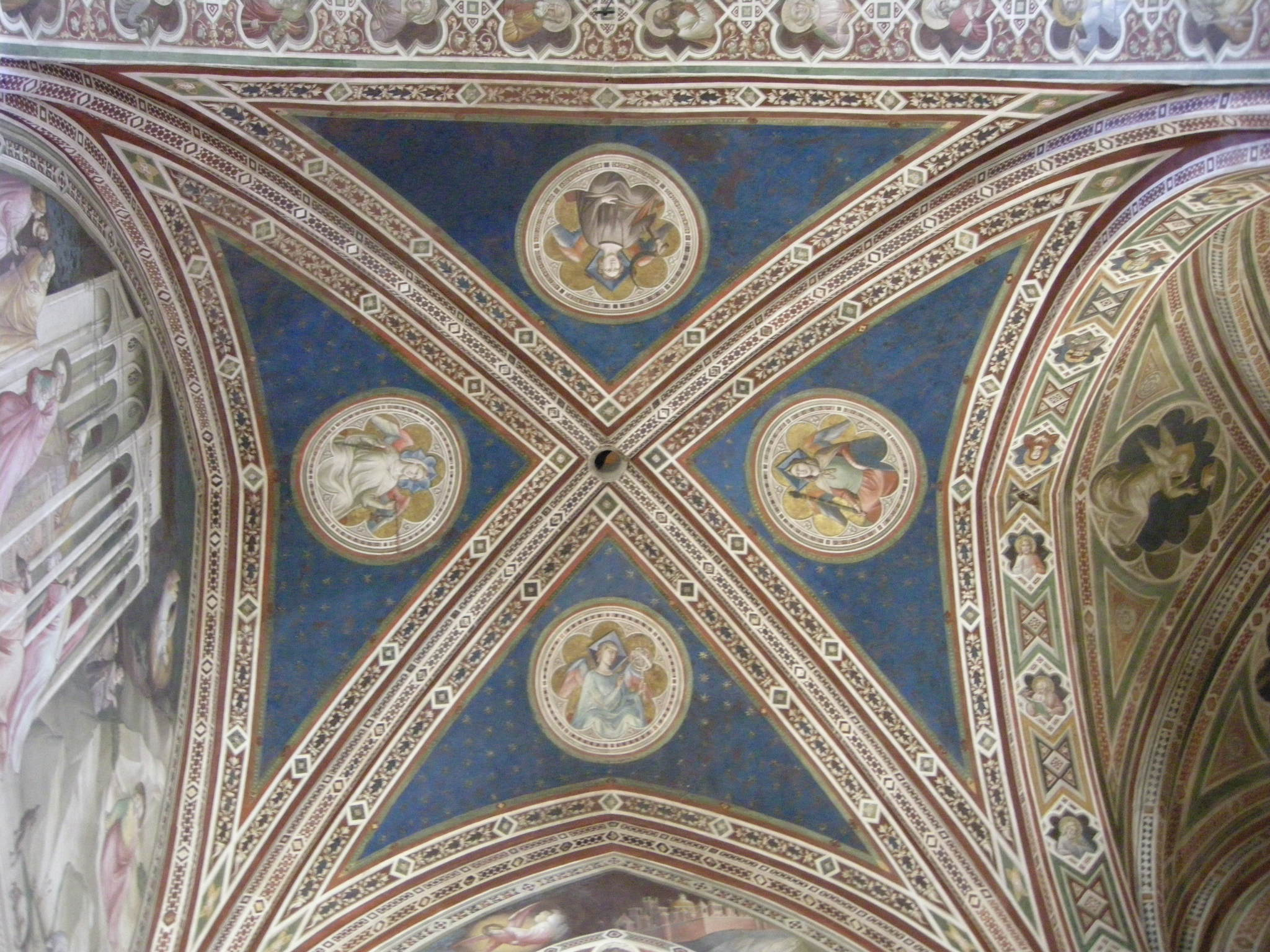
Volta
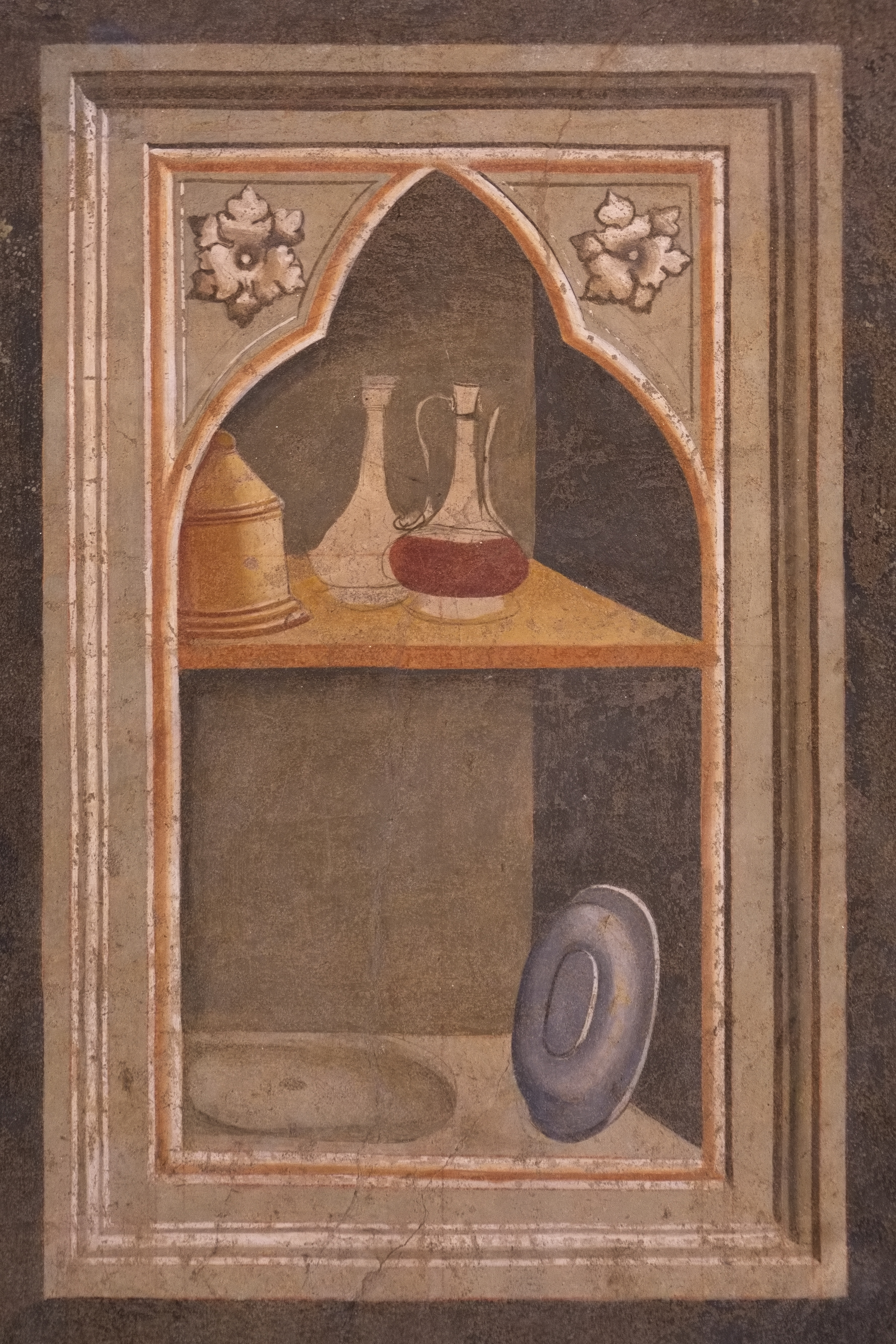
La "nicchia" di Gaddi
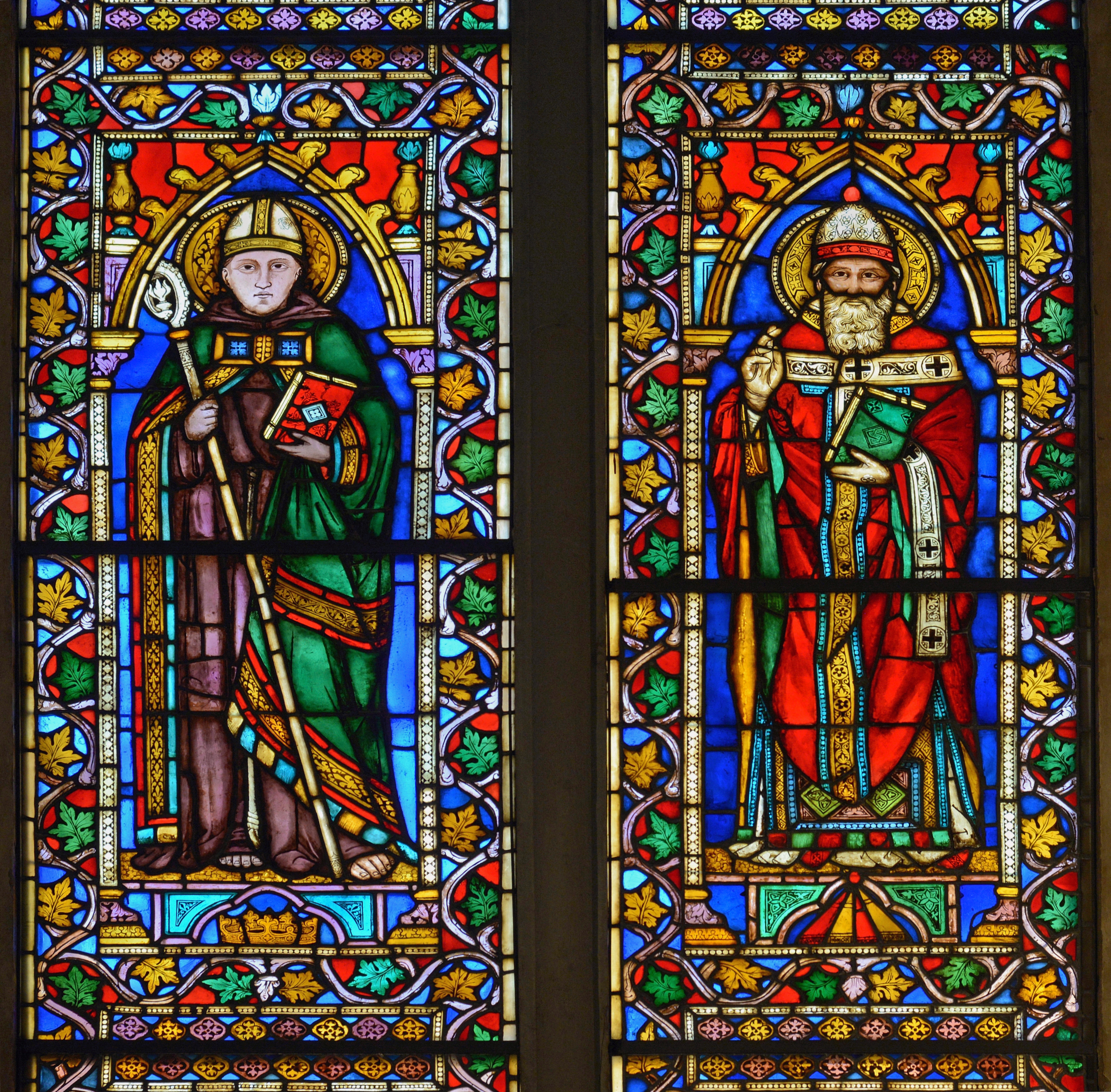
Due profeti. La parte centrale del vetro colorato di Taddeo Gaddi
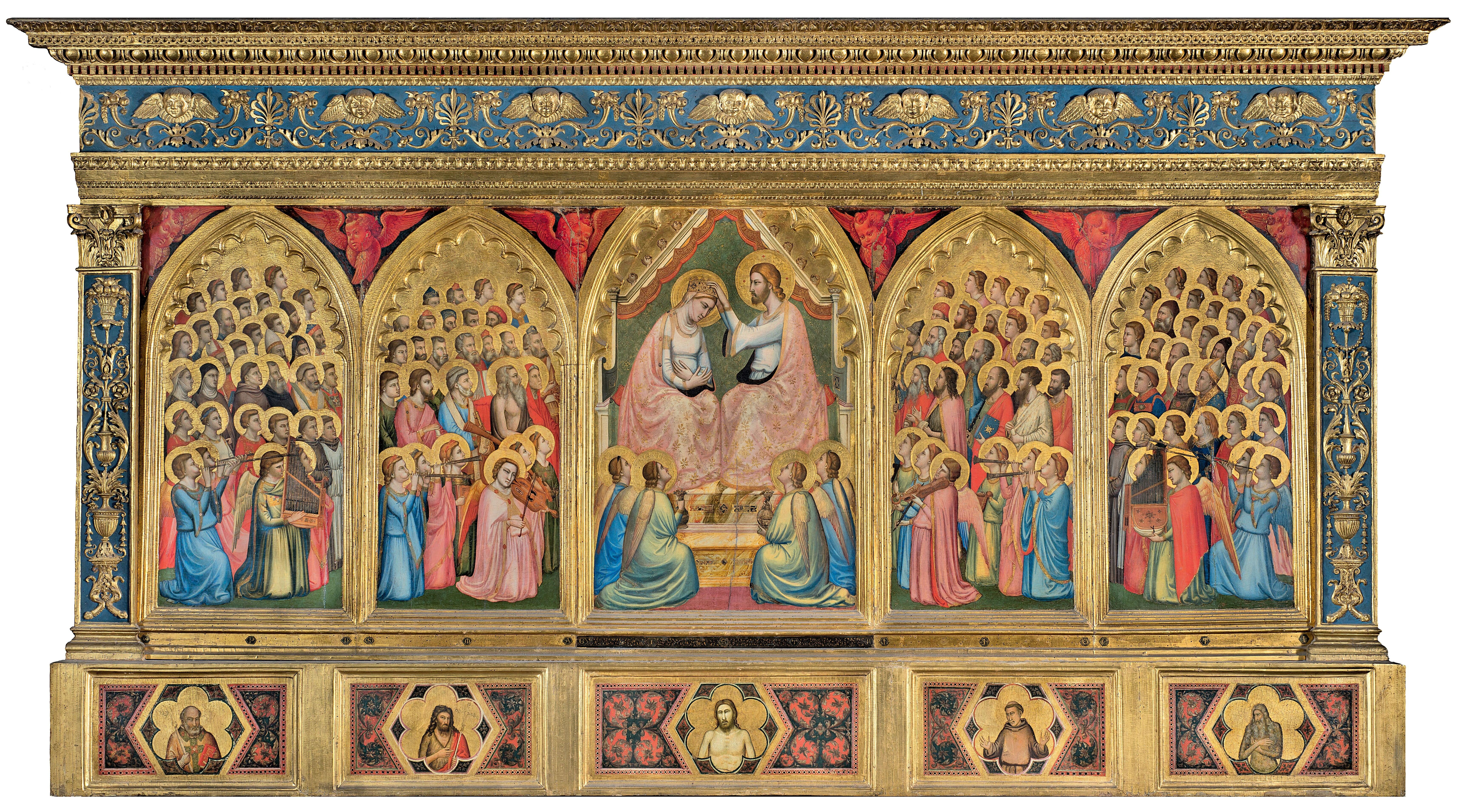
Il Polittico Baroncelli
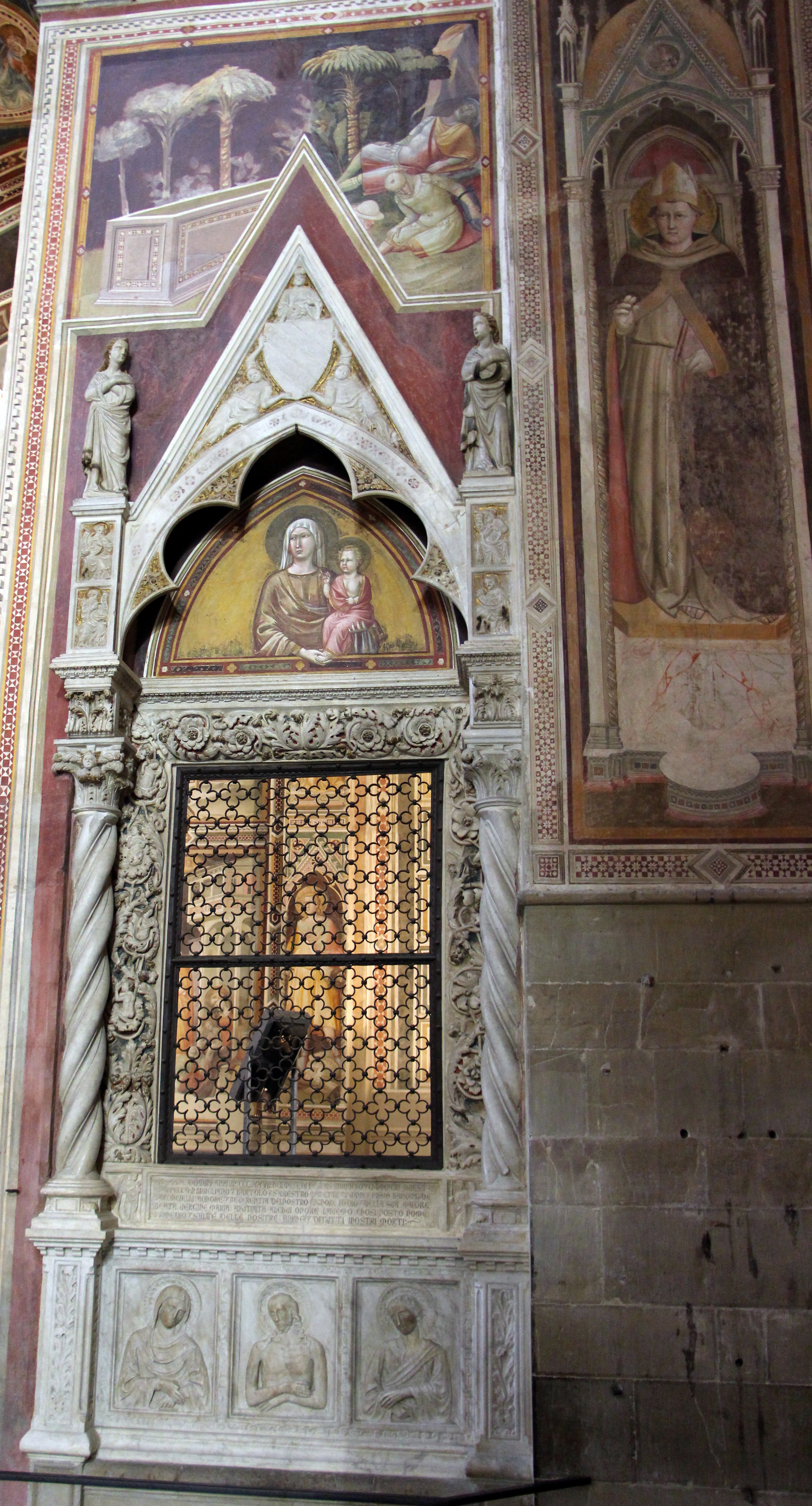
La tomba Baroncelli di Giovanni di Balduccio
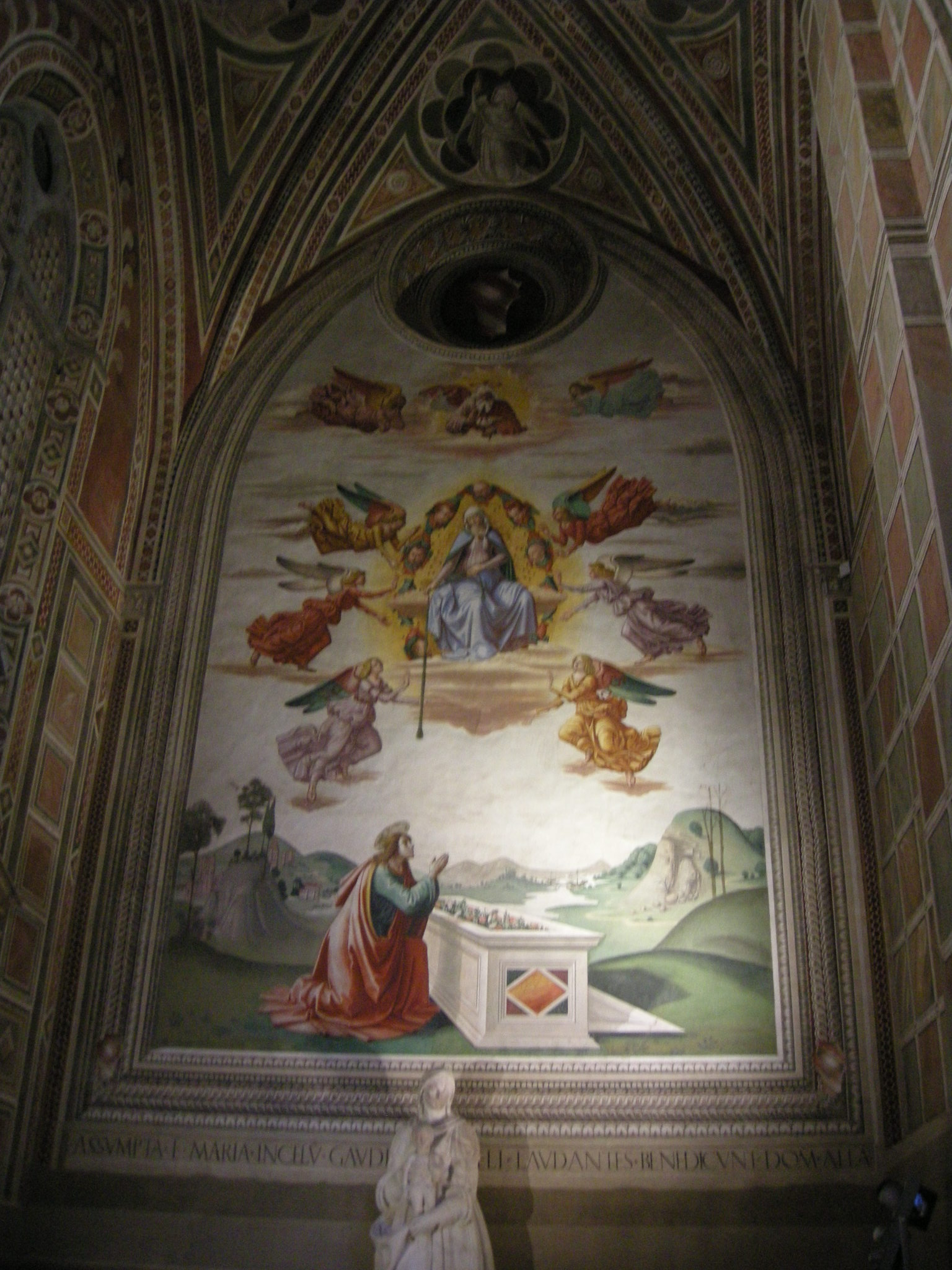
L'affresco di Sebastiano Mainardi